# آدم ميتشيل (لاعب غولف)
آدم ميتشيل (بالإنجليزية: Adam Mitchell)‏ هو لاعب غولف أمريكي، ولد في 16 فبراير 1987 في تشاتانوغا في الولايات المتحدة.